# Trichocerca mollis
Trichocerca mollis är en hjuldjursart som beskrevs av John R. Edmondson 1936. Trichocerca mollis ingår i släktet Trichocerca och familjen Trichocercidae. Inga underarter finns listade i Catalogue of Life.